# Chư Băh
Chư Băh là một xã thuộc thị xã Ayun Pa, tỉnh Gia Lai, Việt Nam.
Xã Chư Băh nằm về phía Tây của
thị xã Ayun Pa cách trung tâm thị xã 2 km về phía Đông, có vị trí địa lý:
- Phía Đông giáp các phường Đoàn Kết, Hoà Bình, Cheo Reo
- Phía Tây giáp huyện Ea H'leo, tỉnh Đắk Lắk
- Phía Nam giáp xã Ia RBol
- Phía Bắc giáp huyện Phú Thiện.

Xã Chư Băh có diện tích 69,59 km², dân số năm 2007 là 4.081 người, mật độ dân số đạt 59 người/km².
Dân số: Kết quả điều tra dân số năm 2014, toàn xã có 754 hộ, có 4.081 khẩu.